# Emmi Bloch
Emmi Bloch (Zürich, 24 november 1887 - Stäfa, 30 maart 1978) was een Duits-Zwitserse feministe en redactrice.

## Biografie
Emmi Bloch was een dochter van Jakob Bloch, een ondernemer. Ze werd geboren als Duitse maar verwierf in 1915 de Zwitserse nationaliteit. Ze groeide op in Zürich, waar ze studeerde aan de handelsschool en in de leer ging als linnenmaakster alvorens ze bij haar vader in dienst ging. In 1910 slaagde ze voor het kinderwelzijnsexamen. Ze leidde het eerste tuberculosesanatorium van Zürich.
Ze was medeoprichtster en van 1916 tot 1930 secretaris van de Zürcher Frauenzentrale. Ze gaf beroepsbegeleidingscursussen voor vrouwen en hielp bij het oprichten van verschillende beroepsorganisaties. Van 1921 tot 1942 was ze voorzitster van de Zürcherische Berufsverein Sozialarbeitender. In 1923 was ze betrokken bij de oprichting van de Zentralstelle für Frauenberufe, waarvan ze tot 1946 in het bestuur zat. In 1933 vervolgens was ze medeoprichtster van de arbeidstersvereniging Frau und Demokratie, waarna ze van 1934 tot 1944 redactrice was van het Schweizer Frauenblatt.
Haar archieven worden bewaard door de Gosteli-Stiftung uit Worblaufen, die vernoemd is naar feministe Marthe Gosteli.